# Andreas Portune

Andreas Portune

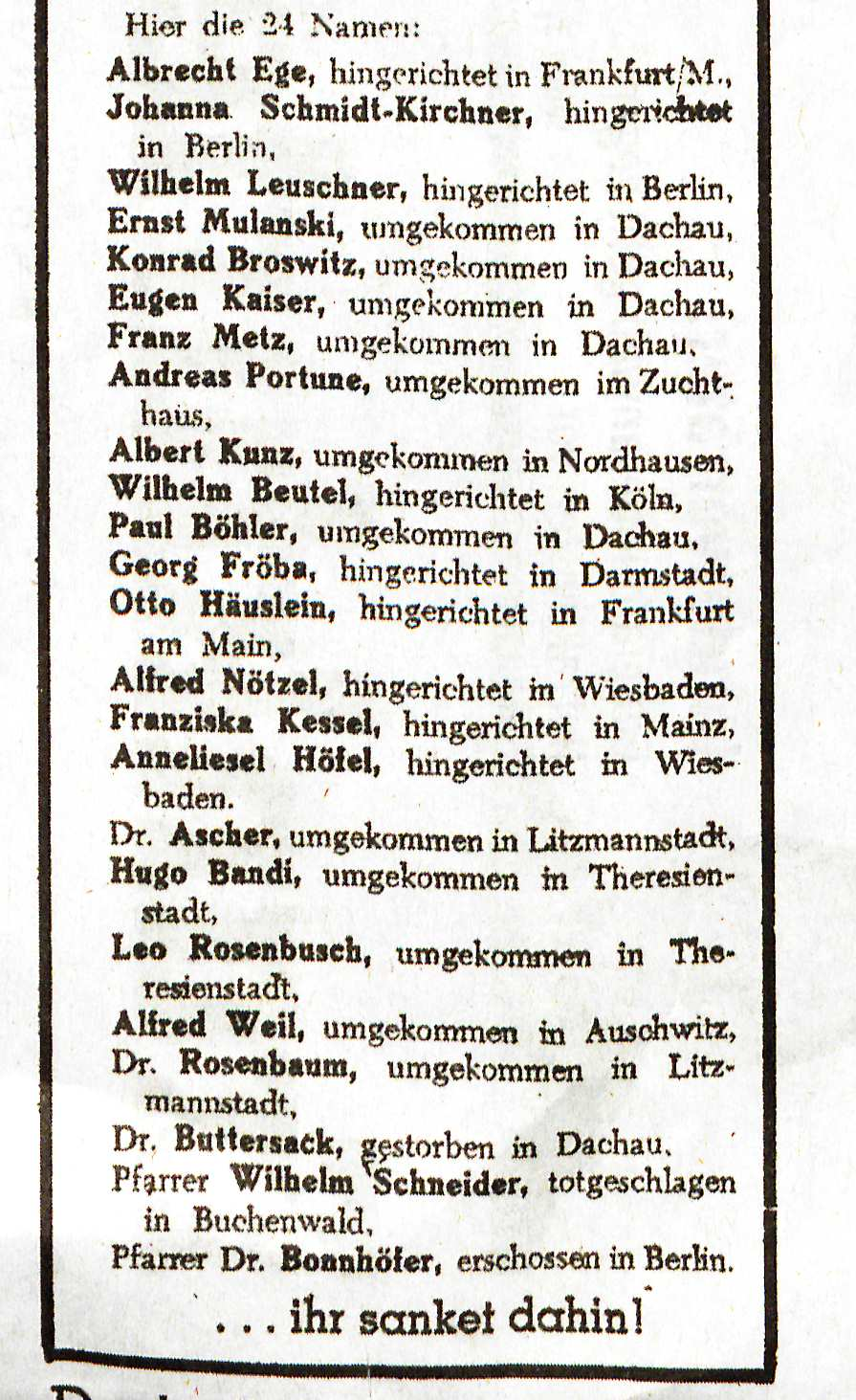
Gedenkveranstaltung in Frankfurt
Zeitungsausschnitt, FR 1. August 1945

Andreas Portune (* 23. November 1875 in Sünzhausen; † 23. Mai 1945 in Roßlau (Elbe)) war ein sozialistischer Politiker und Gewerkschafter.

## Leben
Portune, der Teile seiner Kindheit in Italien, Frankreich und Belgien verbrachte, erlernte den Beruf des Metallschleifers, schloss sich früh dem Deutschen Metallarbeiterverband und der SPD an und war seit 1903 für beide Organisationen als ehrenamtlicher Funktionär tätig. Ab 1910 war er zudem Berichterstatter für die sozialdemokratische Frankfurter Volksstimme. Als Gegner der Burgfriedenspolitik der SPD-Führung während des Ersten Weltkrieges trat er 1917 der USPD bei, deren hauptamtlicher Bezirkssekretär für Hessen er bis 1921 war. 1922 schloss er sich mit einem Großteil der USPD wieder mit der SPD zusammen und war beruflich wieder als Metallarbeiter tätig.
In der SPD der 1920er Jahre zählte Portune zum linken und pazifistischen Flügel und gehörte auf dem SPD-Parteitag 1929 zu der Minderheit, welche vergeblich versuchte, die Reichstagsfraktion von der Zustimmung zum Bau von Panzerkreuzern abzuhalten. 1930 selbst in den Reichstag gewählt, gehörte Portune hier zu der Gruppe von sechs Abgeordneten, welche nach wiederholtem Verstoß gegen die Fraktionsdisziplin im September 1931 aus der Partei ausgeschlossen wurden und die Sozialistische Arbeiterpartei Deutschlands (SAPD) gründeten. Hier leitete Portune den Bezirk Hessen-Nassau und war auch Mitglied des erweiterten Parteivorstandes. Parteiintern zum linkssozialdemokratisch-pazifistischen Flügel um Anna Siemsen zählend, unterstützte Portune Ende Februar 1933 den Auflösungsbeschluss der Vorstandsmehrheit um Max Seydewitz und Kurt Rosenfeld und verließ mit diesen die Partei.
Während der NS-Zeit beteiligte sich Portune an Widerstandsaktivitäten, er wurde 1943 verhaftet und unter dem Vorwurf der Wehrkraftzersetzung zu drei Jahren Zuchthaus verurteilt. Anfang Mai 1945 aus dem Zuchthaus Coswig (Anhalt) befreit, starb er wenige Wochen später an den Folgen der Haft.

## Gedenken

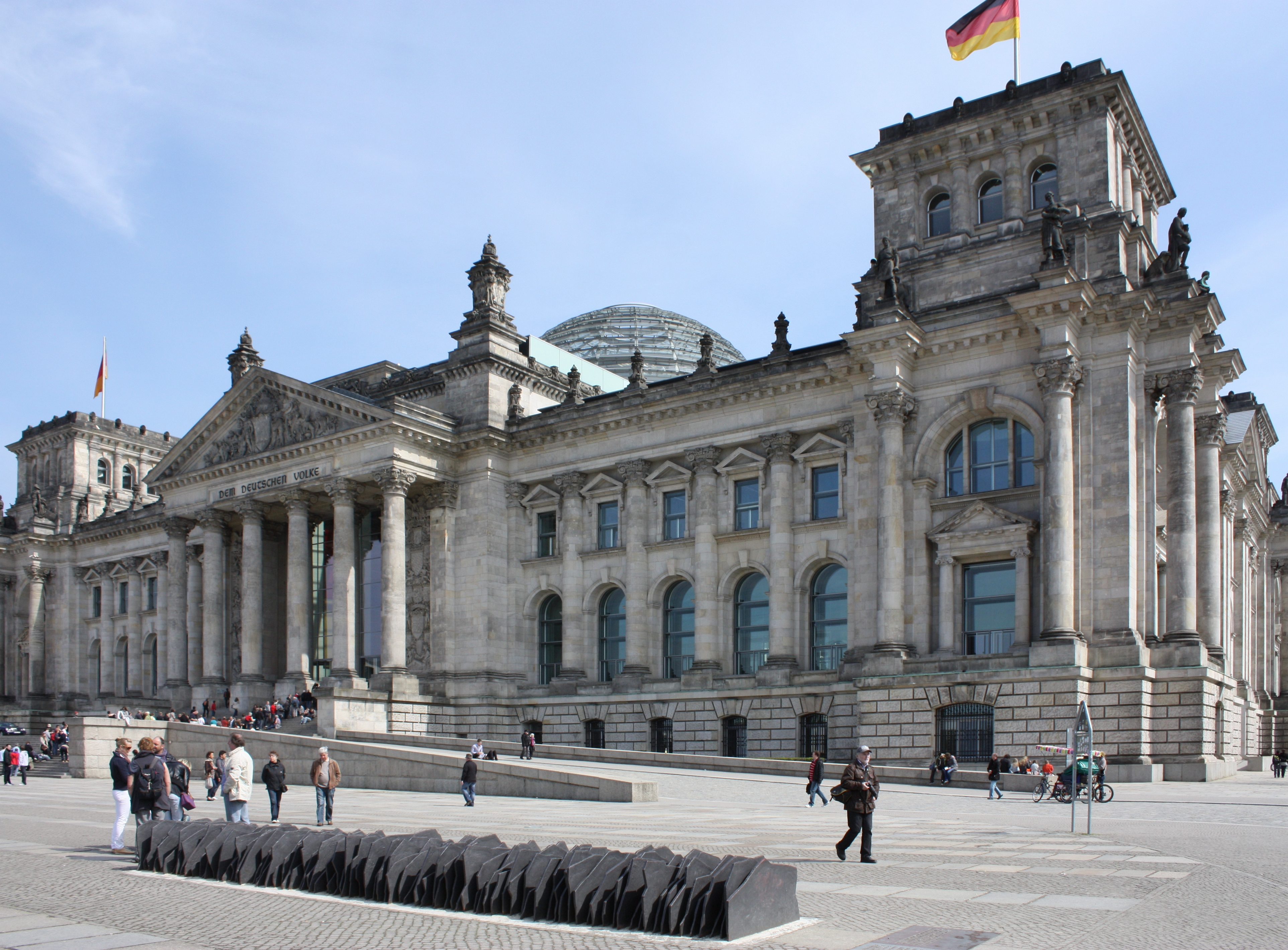
Gedenktafeln am Reichstag

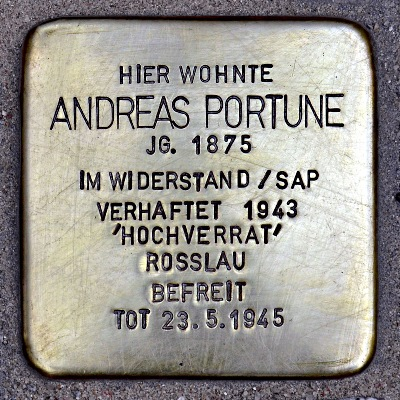
Portune Andreas

Seit 1992 erinnert in Berlin in der Nähe des Reichstags eine der 96 Gedenktafeln für von den Nationalsozialisten ermordete Reichstagsabgeordnete an Portune.